# Mischocyttarus lemoulti
Mischocyttarus lemoulti är en getingart som först beskrevs av François du Buysson 1909.  Mischocyttarus lemoulti ingår i släktet Mischocyttarus och familjen getingar. Inga underarter finns listade i Catalogue of Life.